# Tabaksratelvirus
Het tabaksratelvirus ( wetenschappelijk Tobacco rattle virus, acroniem TRV ) is een virus dat de landbouw teistert. Het werd ontdekt door Karl Böning in 1931 op een gecultiveerde varieteit van de tabaksplant (Nicotiana tabacum) en behoort tot het geslacht Tobravirussen.

## Eigenschappen
Het tabaksratelvirus is een staafvormig virus. Het virus bestaat uit een of twee delen; de diameter van een deeltje is 22 nm. Het virus sterft af na een verhitting van tien minuten bij een temperatuur van 80 tot 85 °C.

## Verspreiding
Het tabaksratelvirus komt veel voor in Eurazië, Noord-, Zuid- en Midden-Amerika, China, Japan en in de voormalige Sovjetunie. Het is aangetoond, maar zonder bewijs van verspreiding, in Nieuw-Zeeland en Australië.

## Agrarisch belang
Het Tabaksratelvirus leidt tot stengelbont in aardappelen, een schadepatroon van de knol zijn de ijzeren vlekken. Bij bieten leidt dit tot bieten gele vlekken. De overdracht naar de wortel wordt uitgevoerd door nematoden, meer dan 400 plantensoorten in 50 plantenfamilies zijn vatbaar voor infecties.